# Anne Bonny
Anne Bonny, irska piratka, * 8. marec 1697, izginila aprila 1721.
Delovala je na področju Karibov, o njenem življenju pa ni znanega prav veliko. Njena družina se je preselila v Novi svet, kjer je mama umrla kmalu po pristanku v Severni Ameriki, ko je imela Anne 12 let. Oče je skušal vzpostaviti odvetniško prakso, vendar pri tem ni bil uspešen. Uspel pa je kot trgovec in pridobil precejšnje bogastvo.

## Piratska leta
Anne se je poročila z revnim mornarjem in občasnim piratom Jamesom Bonnyjem. Ta naj bi upal, da bo od tasta dobil posest, vendar je oče Bonny razdedinil, ker ni odobraval njenega zakona z Bonnyjem. Anne naj bi na očetovo plantažo v znak maščevanja podtaknila požar, vendar za to ni zgodovinskih dokazov. Nekje med letoma 1714 in 1718 naj bi se z možem preselila v Nassau na otok New Providence, ki je bil znan kot zavetišče angleških piratov, James pa je tam postal guvernerjev informator.
Anne Bonny se je na Bahamih začela družiti s pirati in tam spoznala Jacka Rackhama, kapitana piratske združbe in postala njegova ljubica. Rackham naj bi Bonnyju ponujal denar, da bi se ločil od Annne, vendar do dogovora ni prišlo, zaradi česar je Anne pobegnila z Jackom na njegovi ladji. Na krovu se je preoblačila v moškega, tako da sta edino Jack in druga ženska piratka, Mary Read, vedela za njeno pravo identiteto. Ko Anne zaradi nosečnosti ni mogla več skrivati svojega spola, jo je Rackham odložil na Kubi, kjer mu je rodila sina. Kasneje se je ponovno vkrcala na ladjo in nadaljevala s piratskim življenjem. Na morju se je ločila od prejšnjega moža in se poročila z Rackhamom. Skupaj z Rackhamom in Readovo so v Nassauskem pristanišču ukradli zasidrano ladjo William, s katero so pobegnili na odprto morje. Ladjo so opremili z novo posadko in nato nekaj let napadali ladje v okolici Jamajke. Od ponovne združitve z Rackhamom Anne ni več skrivala svojega spola in se je v boju kosala z vsemi moškimi, zaradi česar jo je guverner Rogers uvrstil na seznam iskanih piratov, ki je bil objavljen v časopisu The Boston News-Letter.
Oktobra 1720 je Rackhamovo ladjo napadel kapitan Jonathan Barnet, ki ga je nad pirate poslal Nicholas Lawes, guverner Jamajke. Napad je bil popolno presenečenje, od prejšnjega dne pijani pirati pa se skoraj niso upirali. Ujete pirate so odpeljali na Jamajko, kjer jih je guverner obsodil na smrt z obešanjem. Zadnje besede Anne Bonny Rackhamu naj bi bile: »Če bi se boril kot mož, ne bi bil zdaj obešen kot pes.«
Readova in Bonnyjeva sta sodišče prosili za pomilostitev, saj sta bili v času procesa noseči, sodišče pa jima je zaradi okoliščin kazen prestavilo do rojstva otrok. Readova je umrla v zaporu, najbrž pri porodu, in je bila pokopana 28. aprila 1721.

## Smrt
Zgodovinskih zapisov o izpustitvi Anne Bonny ni, zato je o njeni usodi več teorij. V cerkvenih knjigah v istem mestu na Jamajki, kjer je bilo sojenje piratom, obstaja zapis o smrti »Ann Bonny«, datiran 29. decembra 1733. Charles Johnson pa je v svoji knjigi A General History of the Robberies and Murders of the most notorious Pyrates, izdani leta 1724, zapisal: »Ostala je v zaporu, kazen so ji nekajkrat odložili; kaj se z njo dogaja, ne vemo; vemo le, da je niso usmrtili.«